# آسترا اینترنشنال
آسترا اینترنشنال (انگلیسی: Astra International) شرکت خوشه‌ای اندونزیایی است، که در سال ۱۹۵۷ تأسیس شد.